# Martín de la Puente
Martín de la Puente Riobó (nacido en Vigo el 22 de junio de 1999), es un tenista paralímpico español. Ha sido 8 veces Campeón de España, número 3 del ranking mundial y número 1 en del ranking nacional.
Ha participado en los Juegos Paralímpicos de Río de Janeiro 2016, Tokio 2020 y París 2024. En estos últimos, se convirtió en el primer tenista paralímpico español en alcanzar las semifinal individual de los Juegos, obtuvo la Medalla de Bronce en la categoría de dobles haciendo con Daniel Caverzaschi. Ha sido finalista individual de Wimbledon en 2024 y Campeón del US Open en 2022 y Wimbledon 2025 en la categoría de dobles

## Biografía

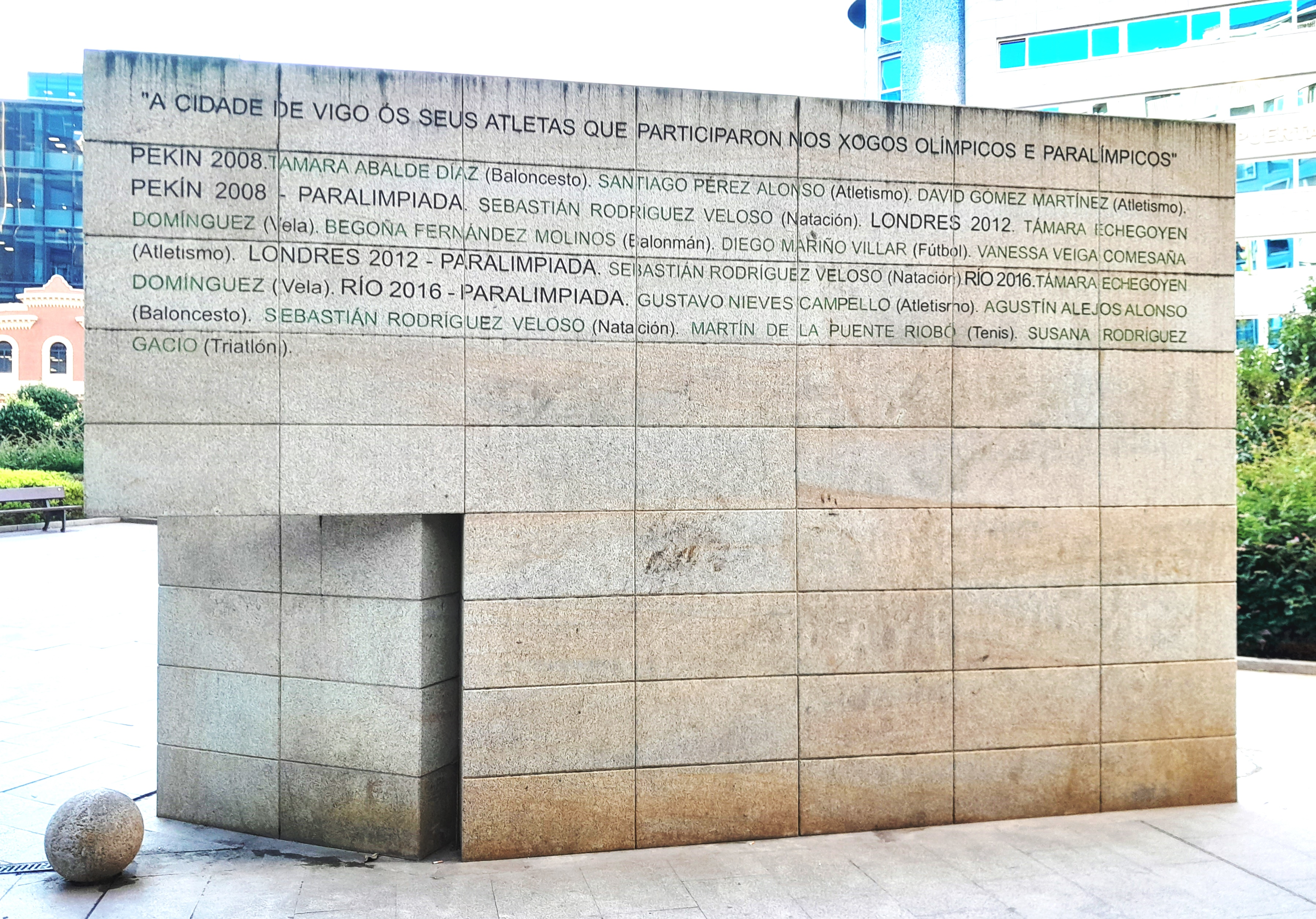
La ciudad de Vigo a sus deportistas.

A los dos años le diagnosticaron con Síndrome de Proteus en el Hospital de la Paz, en Madrid. A los 14 años acumulaba un total de 16 operaciones, incluida la amputación de su pie izquierdo.
En la actualidad reside en el Centro de Alto Rendimiento de Sant Cugat, CAR Barcelona. Tiene su licencia en la Federación Gallega de tenis.

## Trayectoria
Con tan solo 14 años ganó su primer Campeonato de España, y en las siguientes temporadas ganó el Campeonato del Mundo Sub-18 tres veces seguidas. En 2016 acudió a los Juegos Paralímpicos de Río de Janeiro, siendo el deportista más joven de su deporte, con tan solo 17 años y obteniendo un Diploma Paralímpico.
Se clasificó para 3 Juegos Paralímpicos participó en los Juegos de Tokio 2020|Juegos de París 2024.
En 2022 se posicionó como número 1 del ranking mundial de tenis en silla de ruedas, en categoría de dobles, tras ganar su primer Grand Slam, el US Open y la Copa de Maestros en categoría de dobles.
Se graduó en 2023 en Administración y Dirección de Empresas.
En 2024 disputó la final individual de Wimbledon. Conquisto pro segunda vez el Master Internacional de dobles

### registros de seguimiento
- N.º 3 en el ranking mundial en 2023

+ Medallista Paralímpico en los Juegos de París 2024
- Diploma Olímpico en los Juegos de Río de Janeiro 2016, Tokio 2020 y París 2024
- Campeón del US OPEN Abierto de Estados Unidos 2022 en la categoría de dobles
- Finalista individual en Wimbledon 2024
- Semifinalista individual en Roland Garros y Wimbledon 2023
- Campeón de 5 torneos internacionales ITF en 2019 y 2021
- Campeón de España absoluto en 2014, 2016, 2017, 2019, 2021, 2022, 2023 y 2024
- Campeón del Mundo Junior en 2015, 2016 y 2017.

### Otros artículos
- síndrome de Proteo
- tenis en silla de ruedas